# ویکتور اکسلسن
ویکتور اکسلسن متولد ۴ ژانویه ۱۹۹۴ در ادنسه یک بدمینتونباز اهل دانمارک است. او دارنده مدال برنز مسابقات المپیک ۲۰۱۶ ریو و مدال طلای المپیک توکیو۲۰۲۰ و مدال طلای المپیک پاریس ۲۰۲۴ است.